# Saint-Louis (Guadalupe)
Saint-Louis, también llamada Saint-Louis de Marie-Galante, y llamada en criollo Senlwi o Senlwi Marigalant, es una comuna francesa situada en el departamento de Guadalupe, de la región de Guadalupe. 
El gentilicio francés de sus habitantes es Saints-Louisiens y Saints-Louisiennes.

## Situación
La comuna está situada en el noroeste de la isla guadalupana de Marie-Galante.

## Barrios y/o aldeas
Barre-de-l'Île, Chalet, Chapelle-Sainte-Thérèse, Cocotier, Courbaril, Desmarais, Dorot, Giraud, Grandbassin, Grandpierre, Frelin, Guignes, L'Anse-du-Vent, Bagatelle, La Rase, La Rose-Verger, Les Sources, Littoral, Maletie, Marie-Louise, Mayoumbé, Ménard, Merlet, Moustique, Pélisson, Ribourgeon, Saint-Charles, Saint-Germain, Saragot, Vallon-Vrimouth y Vieux-Fort.

## Demografía
| Gráfica de evolución demográfica de Saint-Louis (Guadalupe) entre 1961 y 2013 |
|                                                                               |

Fuente: Insee

## Comunas limítrofes
| Noroeste: Mar Caribe | Norte: Mar Caribe                              | Noreste: Mar Caribe                  |
| Oeste: Mar Caribe    |                                                | Este: Mar Caribe                     |
| Suroeste Grand-Bourg | Sur: Grand-Bourg y Capesterre-de-Marie-Galante | Sureste: Capesterre-de-Marie-Galante |

## Ciudad hermanada
- Belle-Île-en-Mer,  Francia